# Église Saint-Martin d'Escaro
Pour les articles homonymes, voir église Saint-Martin.
L'église Saint-Martin d'Escaro était autrefois romane. Située à Escaro, dans le département français des Pyrénées-Orientales, elle a été détruite au cours de la première moitié du XXe siècle pour être reconstruite un peu plus loin, à cause d'effondrements dus à l'exploitation minière. 
Plus précisément située sur la partie amont de la commune d'Escaro, l'église datant ensuite des XIIe et XIIIe siècles était établie sur les affleurements du gisement de minerai de fer dit "de l'Eau". Les premiers travaux de reconnaissance de minerai débutent en 1924. En 1946, l'église est détruite par les mouvements de terrain dus aux travaux d'exploitation de la concession d'Escaro-Nord, entraînant l'effondrement de la voûte et d'une partie des murs des façades est, nord et sud.